# Сезон охоты 3
«Сезон охоты 3» (англ. Open Season 3) — продолжение компьютерного анимационного фильма «Сезон охоты 2», производства Sony Pictures Animation, режиссёра Коди Камерона и продюсера Кирка Бодиферта.
Слоган фильма: Это просто цирк какой-то!

## Сюжет
Спустя два года после событий второго фильма, Буг просыпается после спячки и планирует ежегодную поездку с лучшими друзьями. К сожалению, Эллиот отдалился от Буга с тех пор, как завел семью с Жизель. Теперь у них трое детей: Жизела, Жизелита и Элвис. Буг разочарован тем, что все остальные хотят проводить время со своими семьями (тем более, что у него самого нет своей пары), из-за чего он отправляется в поездку с ребятами один со своей плюшевой игрушкой Динкльманом; однако вскоре это приводит его в цирк Масловых. Там Буг встречает Дага — ленивого, эгоистичного, злого и неряшливого медведя гризли, который не умеет выполнять цирковые трюки и устал выступать в цирке в сторонке. Он жаждет признания как полноправный король леса, повелитель дикой природы. Затем Даг обманом заставляет Буга поменяться местами, обещая своему лучшему другу, аргентинскому верблюду Алистеру, что вернётся и приведёт его в лес. Даг не сдерживает обещания и выдаёт себя за Буга, чтобы поработить лесных животных, заставляя Алистера раскрыть ему свой план в цирке. Однако Буг прощает Алистера за участие в афере Дага и в конце концов сближается с ним, испытывая общее чувство брошенности лучшим другом.
Во время своего выступления в цирке Буг безумно влюбляется в Урсу, самку гризли, родившуюся в России и умеющую без труда ходить по канату, жонглировать и танцевать. Перед уходом Буг раздражается подлым отношением Дага. Поначалу Бугу никак не удаётся убедить Урсу, что он не Даг, из-за чего она начинает раздражаться из-за его увлечения ею, поэтому она предлагает Бугу доказать ей, что он не Даг, забравшись по канату. Буг соглашается и делает это, но, к его удивлению, Урса признается, что поняла, что он не Даг, ещё в тот момент, когда он ехал на моноколесе, поскольку Даг не смог этого сделать. Впрочем, не зря: Буга всё равно пришлось наказать за то, что он жонглировал собакой, пытаясь произвести на неё впечатление. Урса постепенно проникается симпатией к Бугу и начинает отвечать ему взаимностью после того, как они узнают больше друг о друге и о том, чем Буг отличается от других самцов гризли, таких как Даг, которые, как правило, подлы и ненавидят друг друга, в то время как Буг вежлив и дружелюбен, что впечатляет Урсу, не говоря уже о том, что они оба выросли среди людей.
Тем временем Сосисочка и его друзья, включая исправившегося Фифи и новичка по имени Нэйт, замечают Буга в рекламе цирка по телевизору. Полагая, что выступления в рекламе - это попытки убить Буга, они сбегают и пытаются спасти его, только чтобы быть пойманными работником заправки. Они снова сбегают, на этот раз используя автофургон Боба и Бобби, чтобы добраться до цирка. Тем временем Жизель, Жизела и Жизелита обнаруживают, что Даг - не Буг, и раскрывают его остальным животным, которые решают спасти Буга под руководством Эллиота, прежде чем цирк отправится обратно в Россию. Там они встречаются с Сосисочкой и другими питомцами и приводят план в исполнение. Хотя Буг очень рад видеть своих друзей, он не хочет покидать Урсу. Видя, как счастлив Буг рядом с Урсой, Эллиот и животные решают отпустить его. Разрываясь между своими лесными друзьями и Урсой, Буг приглашает её жить с ними в лесу. Урса соглашается, но заявляет, что русский цирк без медведя — это не цирк. Внезапно появляется Даг, воссоединяется с Алистером и извиняется перед Бугом за то, что обманул его, понимая, что тот натворил перед побегом. Теперь, когда в цирке снова есть медведь, Урса принимает приглашение Буга жить с ним в лесу и уходит с Бугом и их друзьями, пока Даг выступает с Алистером.
На следующее утро Урса начинает наслаждаться новой жизнью в лесу и в конечном итоге становится подругой Буга и почётной тётей детей Эллиота и Жизели. Урса уверяет Буга, что она рада тому, что он проводит время со своими друзьями-мужчинами. Наконец, Буг, Эллиот и их друзья-мужчины отправляются в путешествие и поют отрывок из песни Вилли Нельсона «On the Road Again». В другом месте Сосисочка и его питомцы отправляются в Башню Дьявола с Бобом и Бобби, которые в то время искали инопланетян, а цирк начинает свой долгий путь обратно в Россию. В финальных титрах Даг и Алистер показывают слайд-шоу, на котором они наслаждаются своим турне по всему миру. 

## Роли озвучивали
- Мэттью Дж. Мунн — Буг, Даг
- Мэттью В. Тейлор — Эллиот, Дэни, Ян
- Коди Камерон — Сосиска, Нэйт
- Криспин Гловер — Фифи
- Денни Менн — Серж, дикобраз Кевин
- Дэна Снайдер — Элистар
- Стив Ширрипа — Роберто
- Шон Маллен — Роджер
- Сиэра Браво — Жизелита
- Карли Скотт Коллинз — Жизела

## Примченания
1. ↑  Open Season 3. Box Office Mojo. Дата обращения: 17 сентября 2012. Архивировано 16 августа 2017 года.